# 立川站
立川站（日语：／ Tachikawa eki */?）是位於日本東京都立川市曙町二丁目，屬於東日本旅客鐵道（JR東日本）的鐵路車站。中央線（青梅線、五日市線）的車站編號是JC19、南武線是JN26。

## 停靠路線
此站有JR東日本的中央本線、青梅線、南武線3條路線停靠。當中此站是中央本線的所屬線，包括此站的路段在運行系統上顯示為「中央線」。中央本線從此站至東中野車站為長達24.7公里的直線路段。另外此站也是大月、甲府方向的中距離電車運行路段的東端。青梅線以此站為起點，一部分列車直通運行至中央線新宿、東京方向。南武線以此站為終點。另外，中央本線國立站起有直通武藏野線的「武藏野號」停靠。
此外可以轉乘此站周邊的立川北站與立川南站到發的多摩都市單軌電車多摩都市單軌電車線。

## 車站構造
島式月台4面8線與貨物線、留置線、引上線4線的地面車站。中央線有2面4線，可在同一月台轉乘青梅線直通列車。特急「梓」、「甲斐路」停車、3～6番月台可容11輛編成列車。

### 月台配置
| 月台 | 路線             | 方向 | 目的地                                                          | 備註             |
| ---- | ---------------- | ---- | --------------------------------------------------------------- | ---------------- |
| 1、2 | 青梅線、五日市線 | 下行 | 拜島、青梅、奧多摩方向                                          | 部分於4－6號月台 |
| 3、4 | 中央線           | 上行 | 新宿、東京方向                                                  | 部分於5號月台    |
| 5、6 | 中央線           | 下行 | 八王子、高尾、大月、甲府、松本方向 青梅、武藏五日市、高麗川方向 | 部分於4號月台    |
| 7、8 | 南武線           | -    | 分倍河原、登戶、武藏溝之口、武藏小杉、川崎方向                  |                  |

（來源：JR東日本:車站構內圖 （页面存档备份，存于））

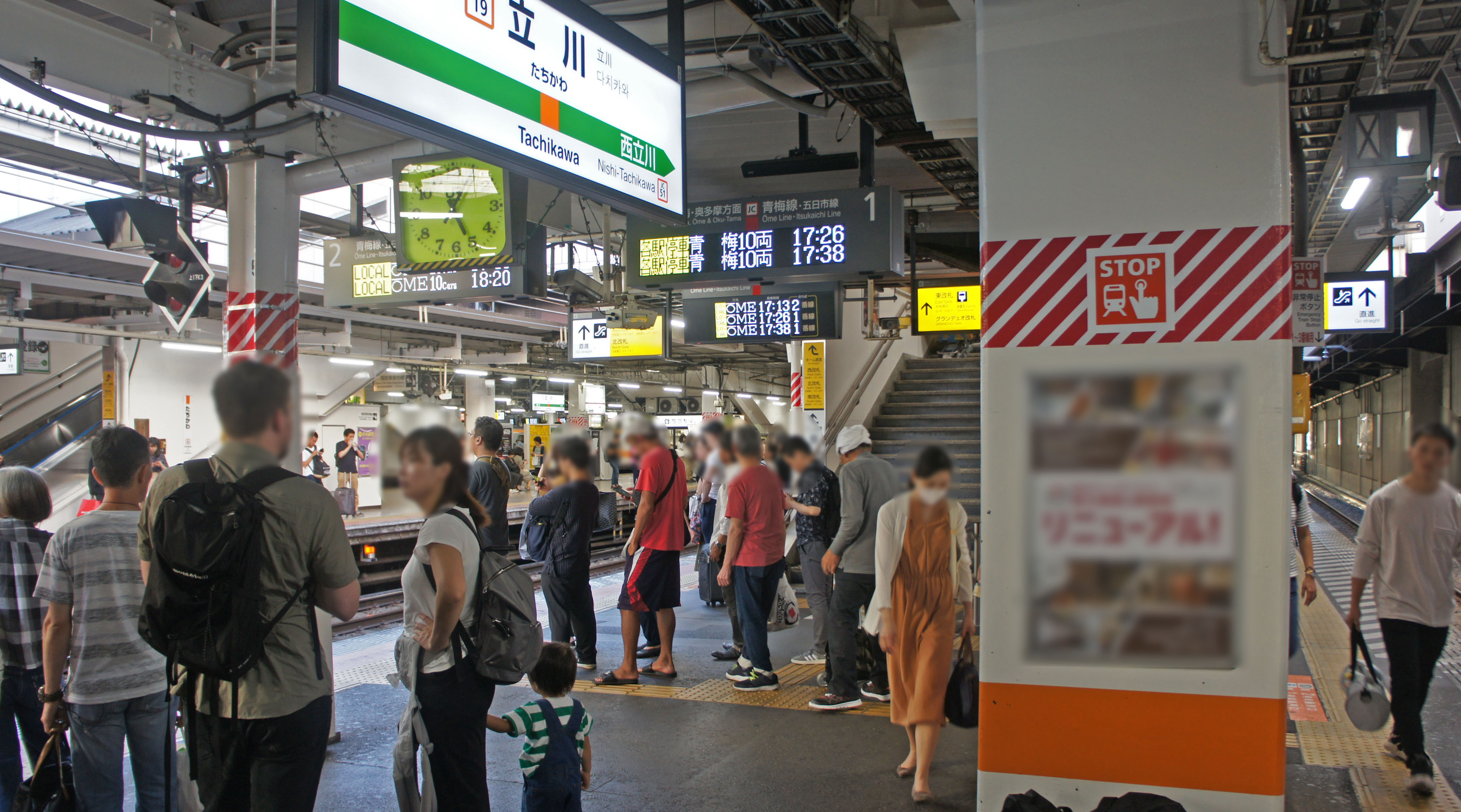
1、2號月台（2019年9月）
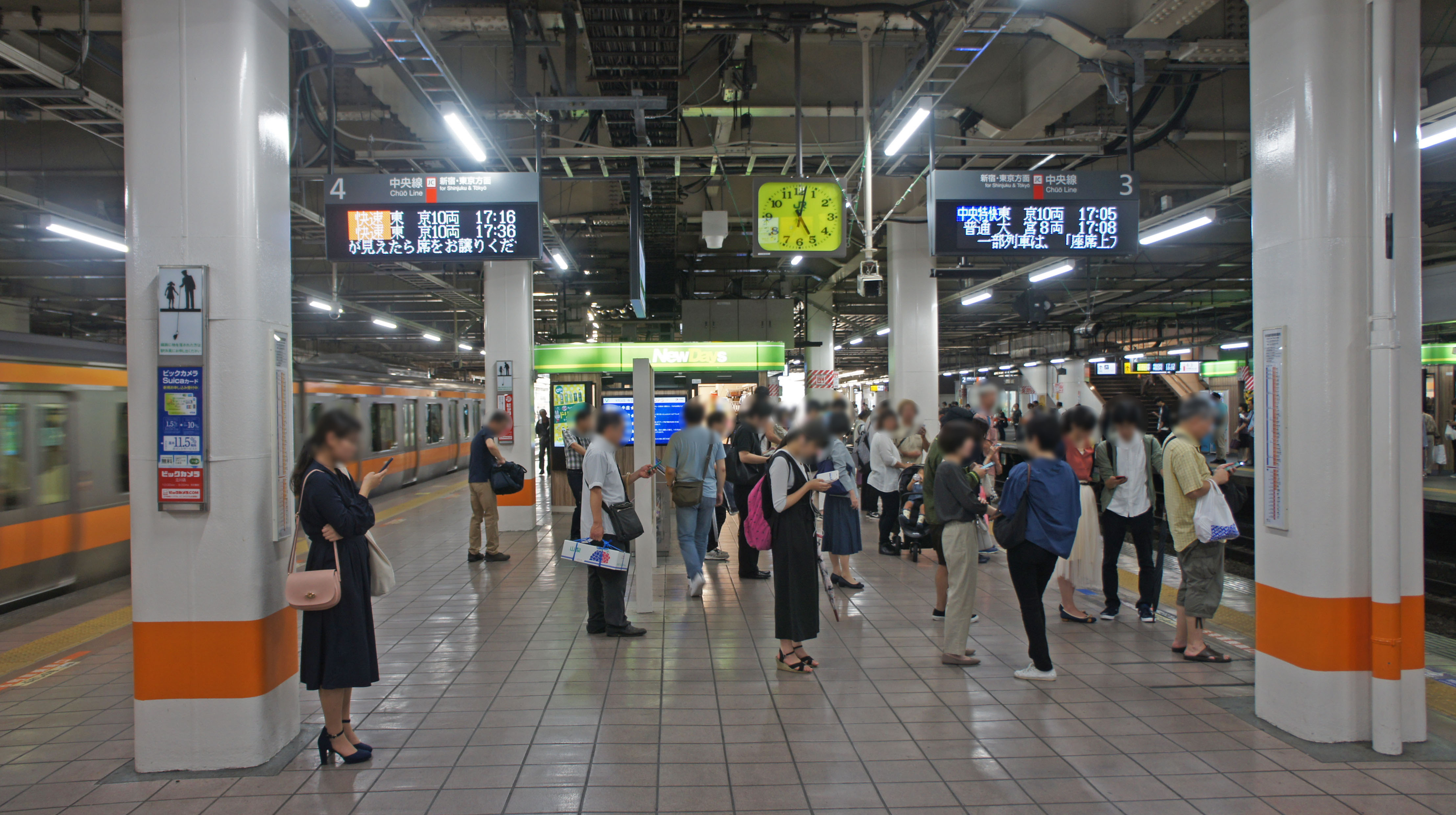
3、4號月台（2019年9月）
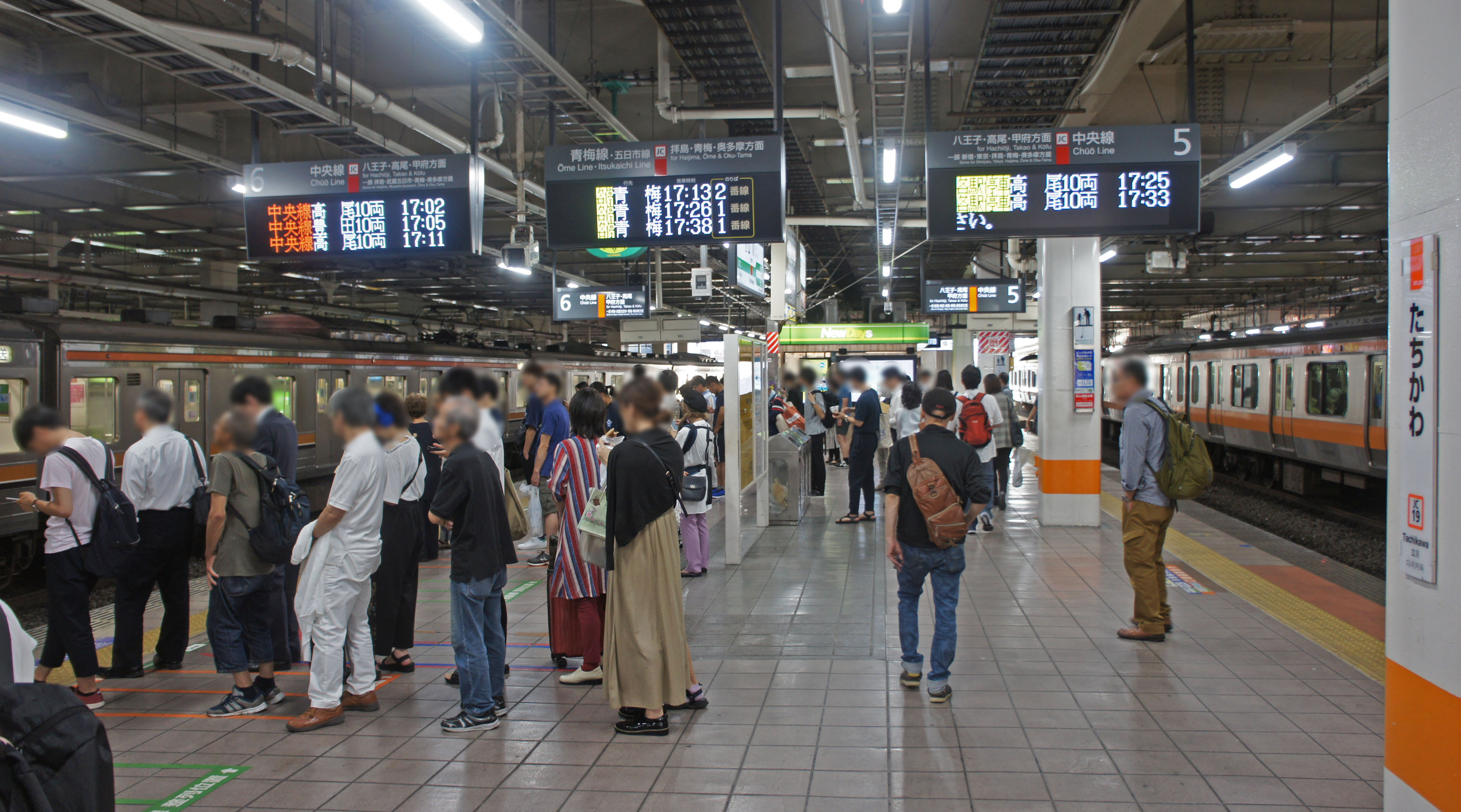
5、6號月台（2019年9月）
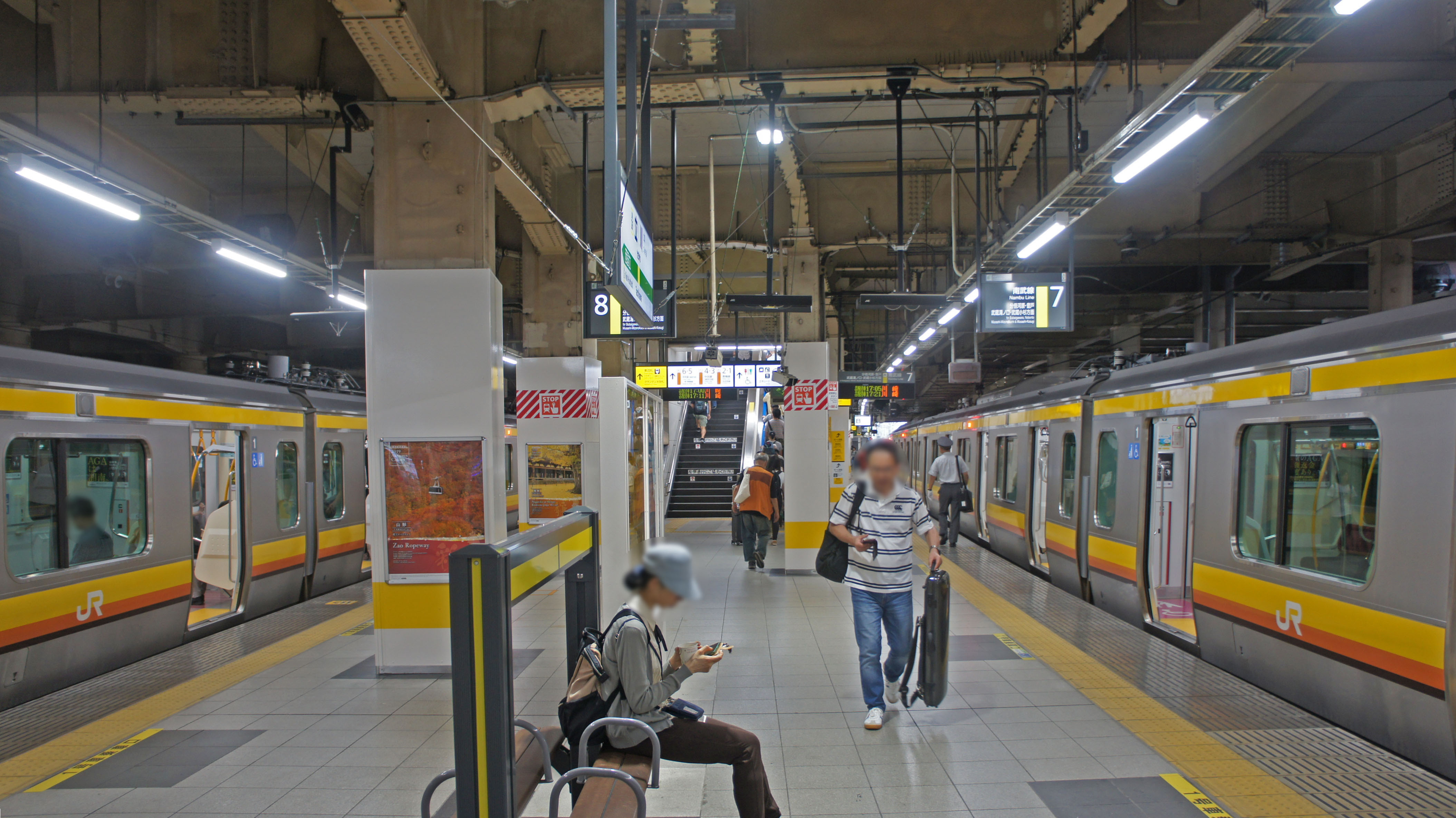
7、8號月台（2019年9月）

### 站內設備

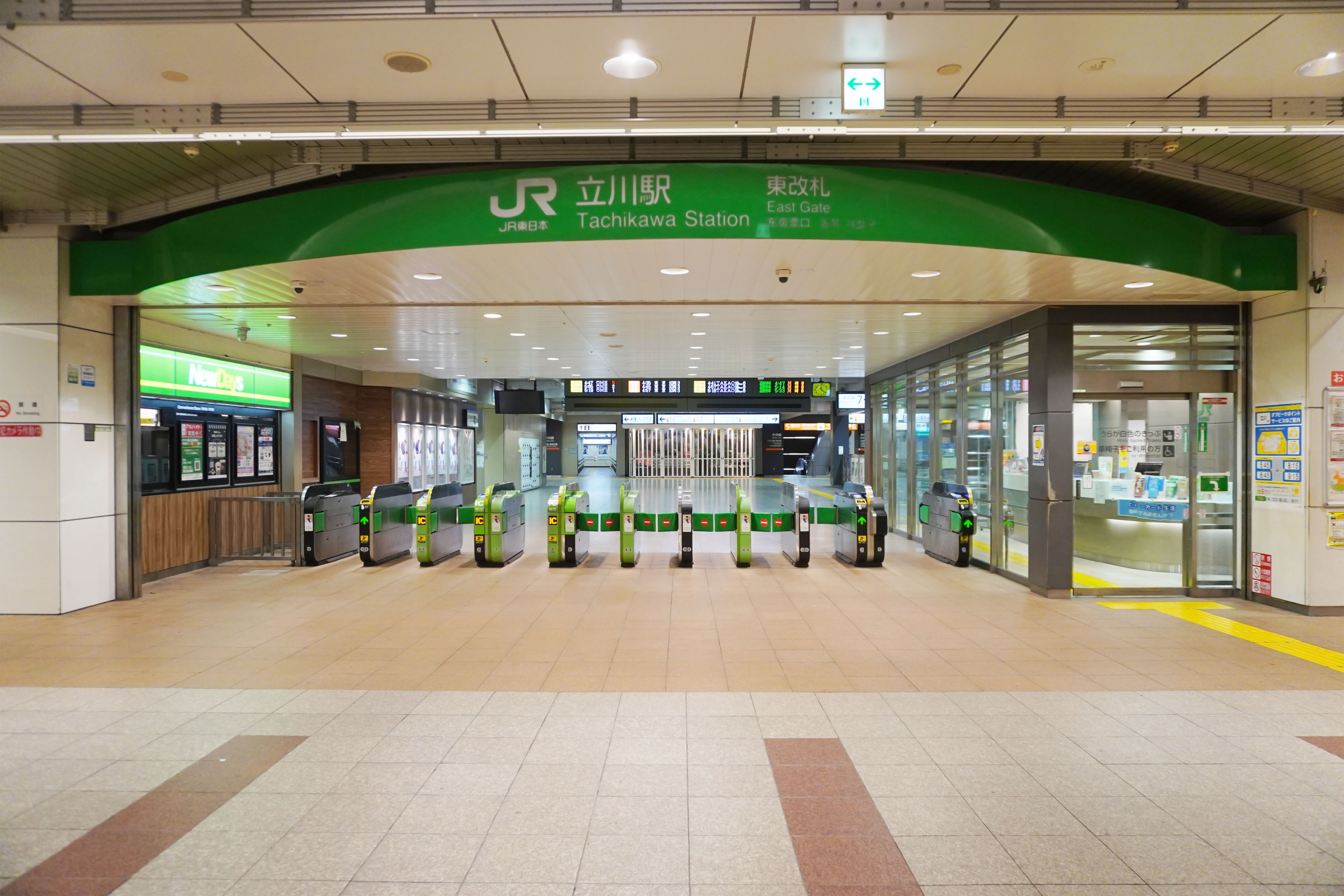
東閘口（2024年1月）
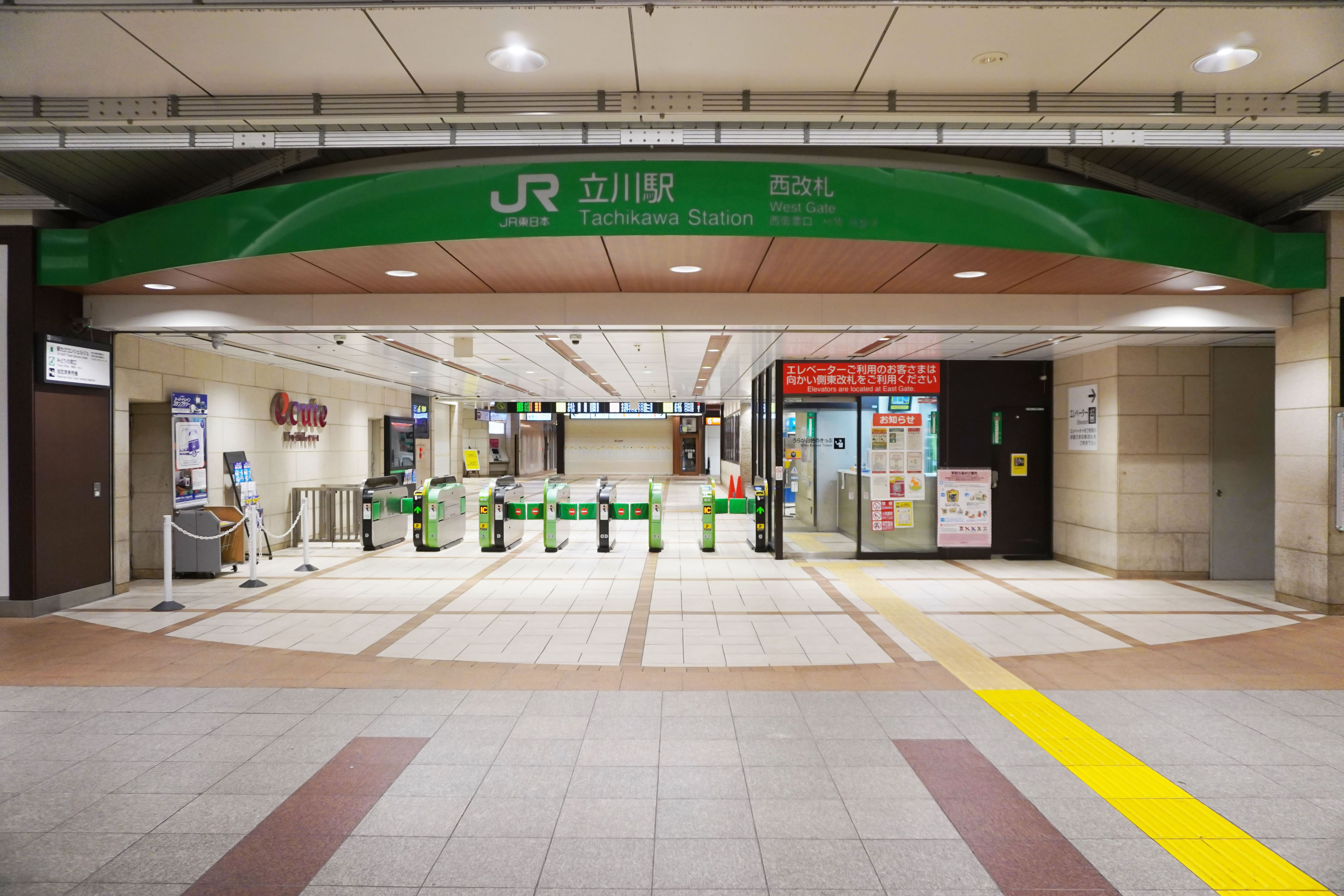
西閘口（2024年1月）
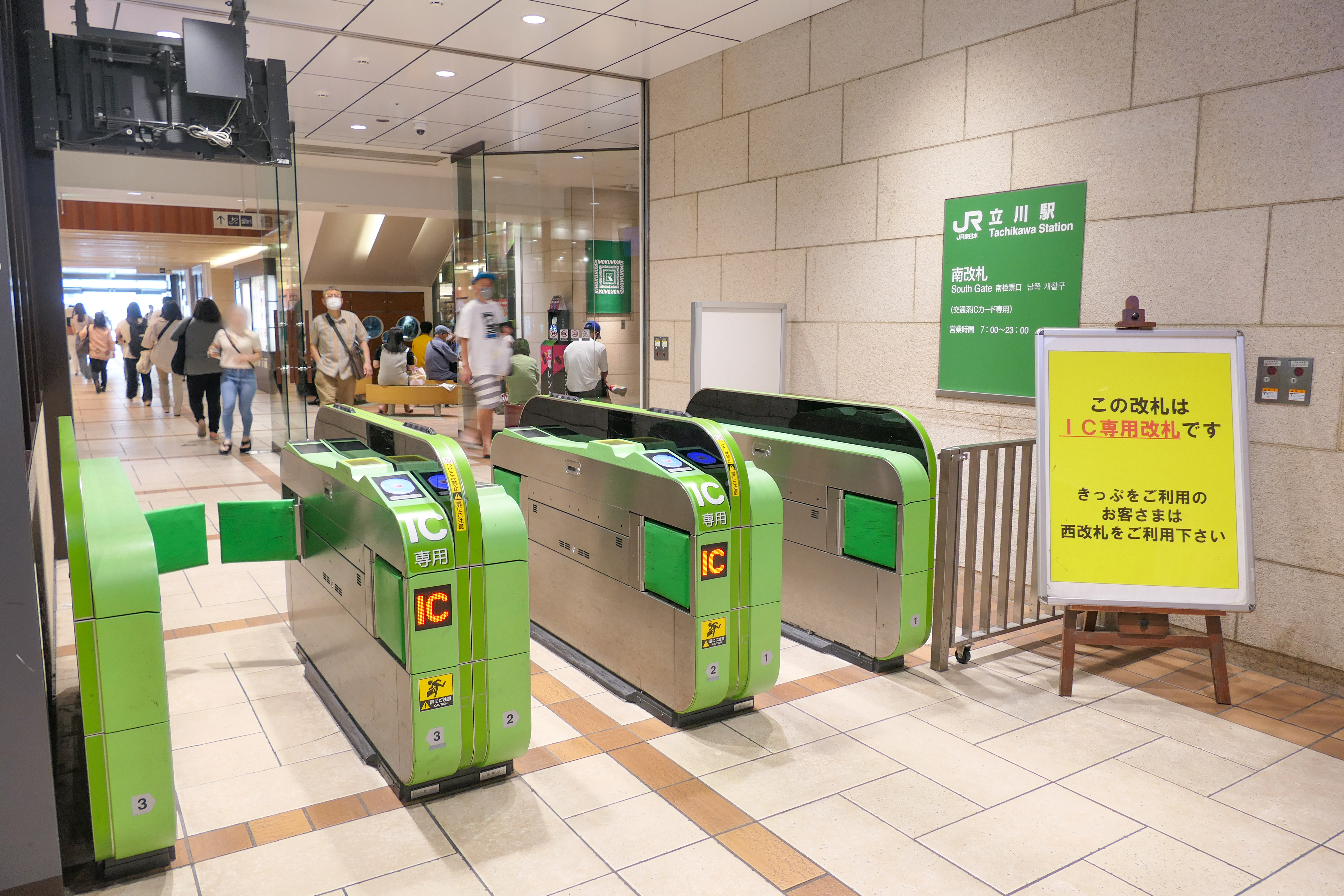
南閘口（2022年6月）
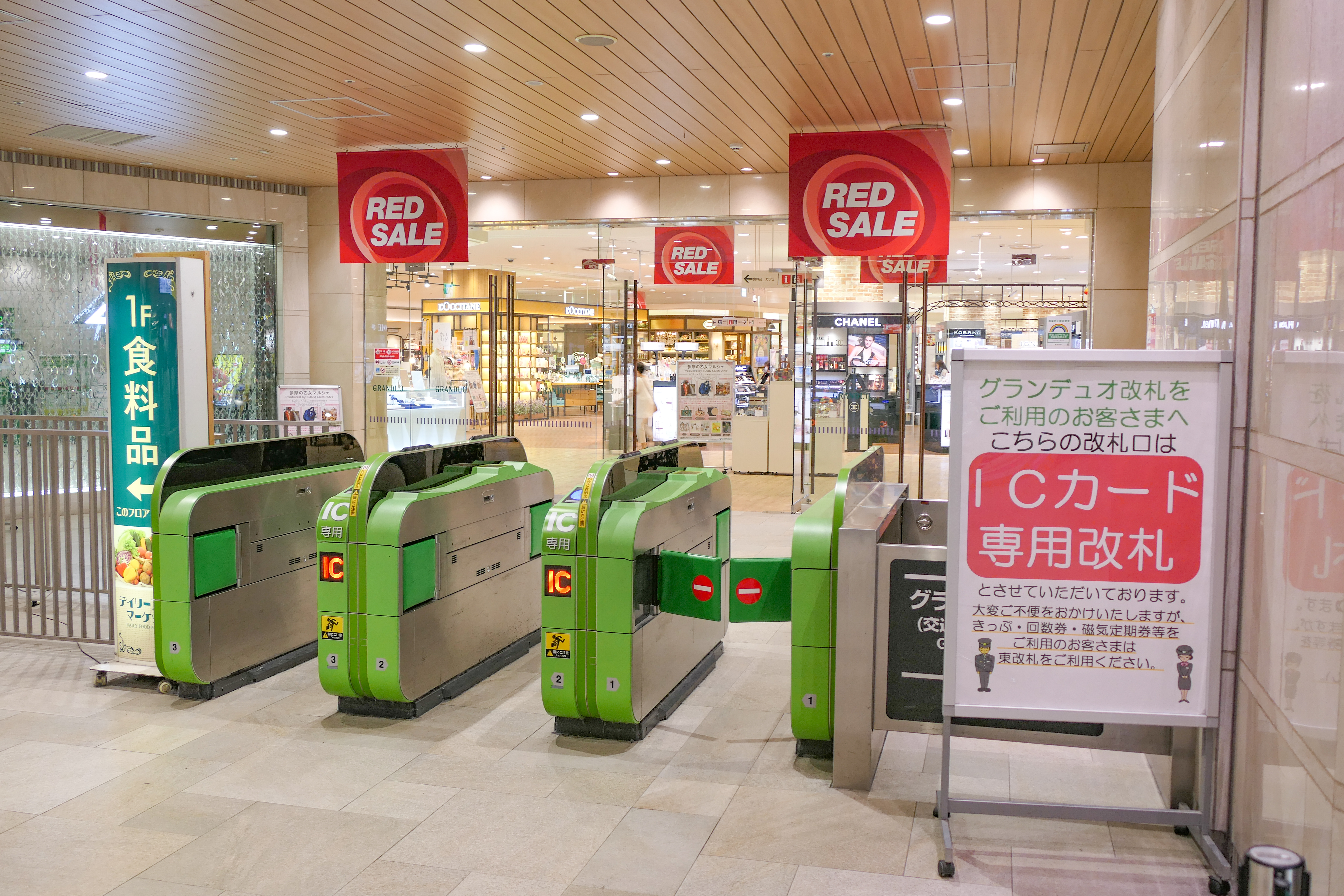
Granduo閘口（2022年6月）
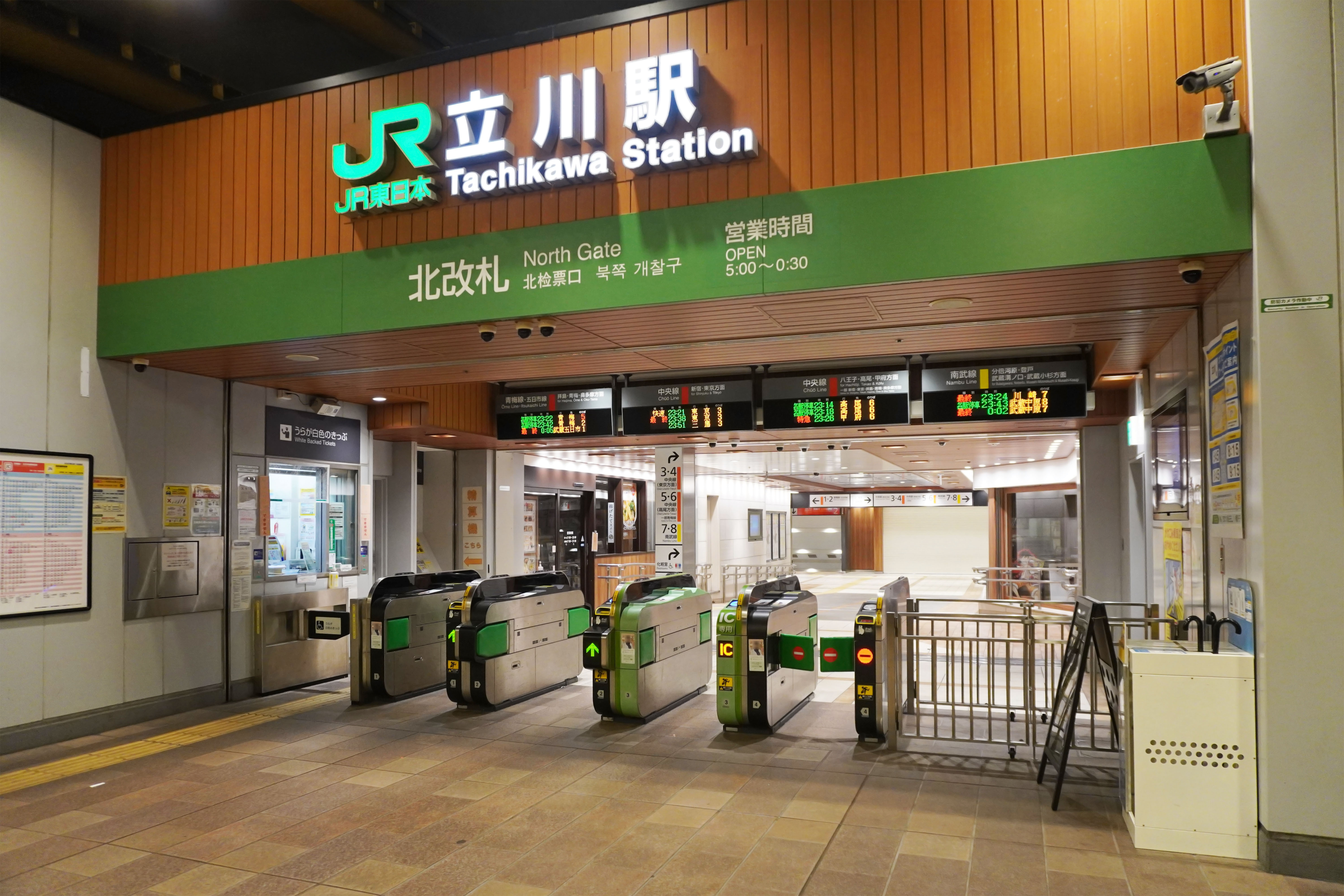
北閘口（2024年1月）

## 利用狀況
- JR東日本 - 2019年度1日平均上車人次為166,636人[利用客数 1]。
JR東日本管內車站次於有樂町站排行第16位。八王子支社（日语：東日本旅客鉄道八王子支社）管內第1位，也是東京都當中23區外的車站當中第1位。另外也在南武線車站當中排行第2位。這個數字不計算JR線之間的轉乘客，實際車站使用人數比這個數字更多。

近年的推移如下表。
| 年度               | 1日平均上車人次 | 1日平均上車人次 | 1日平均上車人次 | 來源              |
| 年度               | 定期外          | 定期            | 合計            | 來源              |
| ------------------ | --------------- | --------------- | --------------- | ----------------- |
| 1989年（平成元年） |                 |                 | 110,142         | [ 東京都統計 1 ]  |
| 1990年（平成02年） |                 |                 | 114,800         | [ 東京都統計 2 ]  |
| 1991年（平成03年） |                 |                 | 119,553         | [ 東京都統計 3 ]  |
| 1992年（平成04年） |                 |                 | 121,732         | [ 東京都統計 4 ]  |
| 1993年（平成05年） |                 |                 | 123,488         | [ 東京都統計 5 ]  |
| 1994年（平成06年） |                 |                 | 122,677         | [ 東京都統計 6 ]  |
| 1995年（平成07年） |                 |                 | 123,817         | [ 東京都統計 7 ]  |
| 1996年（平成08年） |                 |                 | 123,310         | [ 東京都統計 8 ]  |
| 1997年（平成09年） |                 |                 | 121,287         | [ 東京都統計 9 ]  |
| 1998年（平成10年） |                 |                 | 121,164         | [ 東京都統計 10 ] |
| 1999年（平成11年） |                 |                 | 126,791         | [ 東京都統計 11 ] |
| 2000年（平成12年） |                 |                 | 132,672         | [ 東京都統計 12 ] |
| 2001年（平成13年） |                 |                 | 140,629         | [ 東京都統計 13 ] |
| 2002年（平成14年） |                 |                 | 143,206         | [ 東京都統計 14 ] |
| 2003年（平成15年） |                 |                 | 145,697         | [ 東京都統計 15 ] |
| 2004年（平成16年） |                 |                 | 147,809         | [ 東京都統計 16 ] |
| 2005年（平成17年） |                 |                 | 150,009         | [ 東京都統計 17 ] |
| 2006年（平成18年） |                 |                 | 152,974         | [ 東京都統計 18 ] |
| 2007年（平成19年） |                 |                 | 156,143         | [ 東京都統計 19 ] |
| 2008年（平成20年） |                 |                 | 158,123         | [ 東京都統計 20 ] |
| 2009年（平成21年） | 71,983          | 86,084          | 158,068         | [ 東京都統計 21 ] |
| 2010年（平成22年） | 70,942          | 86,575          | 157,517         | [ 東京都統計 22 ] |
| 2011年（平成23年） | 69,918          | 85,950          | 155,868         | [ 東京都統計 23 ] |
| 2012年（平成24年） | 71,057          | 86,410          | 157,468         | [ 東京都統計 24 ] |
| 2013年（平成25年） | 71,458          | 88,952          | 160,411         | [ 東京都統計 25 ] |
| 2014年（平成26年） | 73,049          | 87,297          | 160,347         | [ 東京都統計 26 ] |
| 2015年（平成27年） | 75,073          | 88,830          | 163,903         | [ 東京都統計 27 ] |
| 2016年（平成28年） | 75,760          | 89,885          | 165,645         | [ 東京都統計 28 ] |
| 2017年（平成29年） | 75,854          | 91,254          | 167,108         | [ 東京都統計 29 ] |
| 2018年（平成30年） | 76,624          | 91,887          | 168,512         | [ 東京都統計 30 ] |
| 2019年（令和元年） | 74,214          | 92,422          | 166,636         |                   |

### 車站套餐
- 鰺魚、蕎麥寿司
- 釜飯套餐
- 多摩套餐
- 鳥飯套餐
- 深川飯

## 公車資訊

### 立川站北口
- 1番乘降場
  - 立10-2系統：瑞穂營業所行
  - 立11-1系統：三藤住宅行
  - 立11-2系統：武蔵村山市民會館行
  - 立12-1系統：箱根崎站行
  - 立90系統：柏町四丁目經由玉川上水站南口行
  - 立93系統：懸鈴木循環
- 2番乘降場
  - 立17系統：東中神站北行
  - 立17-3系統：大山團地折返所行
  - 立18系統：柏町、青柳循環
  - 立18-1系統：玉川上水站南口行
- 3番乘降場
  - 立14系統：松中團地操車場行
  - 立15系統：拜島站北入口行
- 4番乘降場
  - 立22系統：村山團地行
  - 立20-1系統：砂川七番經由玉川上水站南口行
  - 立27、立27-1系統：立飛企業行
  - 立93系統：懸鈴大循環
  - 立28系統：柏町、青柳循環
  - 立21系統：熊野神社前經由玉川上水站南口行
- 5番乘降場
  - 立31系統：若葉町三丁目經由若葉町團地行
  - 立31-2系統：若葉町交差點經由若葉町團地行
- 6番乘降場
  - 立39系統：南街行
  - 立39-2系統：村山團地行
  - 立45系統：芝中團地行
  - 深夜巴士：東大和市站行
  - 小平營業所行
- 7番乘降場
  - 立34系統：久米川站行
- 8番乘降場
  - 立35系統：東村山站西口行
  - 立37系統：钻石町行
  - 立川營業所行
- 9番乘降場
  - 立40系統：幸町團地行
- 10番乘降場
  - 立80系統：拜島營業所行
  - 立82系統：拜島站行
  - 立81系統：昭島站南口行
  - 立85系統：東中神站行
- 11番乘降場
  - 立72系統：立川站南口行
- 12番乘降場
  - 立53系統：北町行
  - 高速夜行：JR堺市站行
  - 高速夜行：、
- 13番乘降場
  - 立32系統：第八小學校行
- 14番乘降場
  - 立73系統：日野站行
  - 立64系統：高幡不動站行
- 15番乘降場
  - 立51系統：榉树台團地行
- 16番乘降場
  - 國15系統：國立站南口行
  - 羽田空港行
- 27番乘降場（伟大饭店前）
  - 成田空港行

### 女性總合中心（北口徒步7分鐘）
- Kururin巴士、

### 立川站南口
- 1番乘降場
  - 立72系統：立川站北口行
- 2番乘降場
  - 立71系統：富士見町操車場行、新道福島行
- 3番乘降場
  - 國15-1系統：東羽衣町經由國立站南口行
- 4番乘降場
  - 國15-2系統：谷保團地經由國立站南口行
  - 立77系統：立川市役所循環
- 5番乘降場
  - 立86系統：拜島營業所行
- 無番號
  - 市民巴士：

## 歷史
- 1889年（明治22年）4月11日 - 甲武鐵道新宿站～當站間開通與同時開業。
- 1889年（明治22年）8月11日 - 甲武鐵道 當站～八王子站間開通。
- 1894年（明治27年）11月19日 - 青梅鐵道（後青海電氣鐵道）立川～青梅間開業。
- 1906年（明治39年）10月1日 - 甲武鐵道國有化為國鐵之車站。
- 1929年（昭和4年）12月11日 - 南武鐵道，屋敷分（現分倍河原）～當站間開業。南口開設。
- 1930年（昭和5年）7月13日 - 五日市鐵道，當站～拜島間開業。
- 1940年（昭和15年）10月3日 - 五日市鐵道與南武鐵道合併。
- 1944年（昭和19年）4月1日 - 南武鐵道，青梅電氣鐵道が戰時買收中國有化。國鐵南武線，青梅線，五日市線之車站。
- 1944年（昭和19年）10月11日 - 五日市線 當站～拜島間因不要不急線而休止。
- 1964年（昭和39年） - 米軍之車輛暴走於立川站的衝突爆發。
- 1980年（昭和55年）4月1日 - 貨物之取扱廢止。
- 1982年（昭和57年）10月2日- 橋上站舍化完成。站舍will（現）開業。南北自由通路供用開始。1番線廢止。
- 1987年（昭和62年）4月1日 - 國鐵分割民營化為JR東日本之車站。
- 1998年（平成10年）11月27日 - 多摩都市單軌立川北站開業。
- 1999年（平成11年）12月4日 - 「成田特快」高尾站發着列車運行開始。上下1往復停車。
- 2000年（平成12年）1月10日 - 多摩都市單軌，立川北～多摩中心延伸開業（立川南站開設，連接開始）
- 2007年（平成19年）9月30日 – 月台番線變更。2～9番線改稱1～8番線改称。1番線復活。西改札口新設。同時本來改札口為東改札口。
- 2007年（平成19年）10月5日 – 開業。同時南改札口新設。

## 相鄰車站
東日本旅客鐵道
 中央線
- 特急「梓」「超級梓」「甲斐路」「成田特快」

■通勤特快（只限上行）
國分寺（JC 16） ← 立川（JC 19） ← 八王子（JC 22）
■中央特快、■通勤快速（只限下行，全部往高尾方向列車視作「各站停車」）
國分寺（JC 16）－立川（JC 19）－日野（JC 20）
■青梅特快
國分寺（JC 16）－立川（JC 19）－（青梅線）西立川（JC 51）
■快速（下行高尾方向視作「各站停車」）、■武藏野號
國立（JC 18）－立川（JC 19）－日野（JC 20）/（青梅線）西立川（JC 51）
■普通（直通大月站以西）
立川（JC 19）－日野（JC 20）
 青梅線
■通勤特快（只限上行）、■青梅特快、■通勤快速（只限下行，全部青梅線內列車均為各站停車）
（中央線）國分寺（JC 16）－立川（JC 19）－西立川（JC 51）
■快速（青梅線內各站停車）
（中央線）國立（JC 18）－立川（JC 19）－西立川（JC 51）
 南武線
■快速
分倍河原（JN 21）－立川（JN 26）
■各站停車
西國立（JN 25）－立川（JN 26）

### 使用情況
JR1日平均使用人數
1. ↑  各駅の乗車人員 （页面存档备份，存于） - JR東日本

JR東日本1999年度以後的上車人次
1. ↑  各駅の乗車人員（1999年度） （页面存档备份，存于） - JR東日本
2. ↑  各駅の乗車人員（2000年度） （页面存档备份，存于） - JR東日本
3. ↑  各駅の乗車人員（2001年度） （页面存档备份，存于） - JR東日本
4. ↑  各駅の乗車人員（2002年度） （页面存档备份，存于） - JR東日本
5. ↑  各駅の乗車人員（2003年度） （页面存档备份，存于） - JR東日本
6. ↑  各駅の乗車人員（2004年度） （页面存档备份，存于） - JR東日本
7. ↑  各駅の乗車人員（2005年度） （页面存档备份，存于） - JR東日本
8. ↑  各駅の乗車人員（2006年度） （页面存档备份，存于） - JR東日本
9. ↑  各駅の乗車人員（2007年度） （页面存档备份，存于） - JR東日本
10. ↑  各駅の乗車人員（2008年度） （页面存档备份，存于） - JR東日本
11. ↑  各駅の乗車人員（2009年度） （页面存档备份，存于） - JR東日本
12. ↑  各駅の乗車人員（2010年度） （页面存档备份，存于） - JR東日本
13. ↑  各駅の乗車人員（2011年度） （页面存档备份，存于） - JR東日本
14. 1 2 3  各駅の乗車人員（2012年度） （页面存档备份，存于） - JR東日本
15. 1 2 3  各駅の乗車人員（2013年度） （页面存档备份，存于） - JR東日本
16. 1 2 3  各駅の乗車人員（2014年度） （页面存档备份，存于） - JR東日本
17. 1 2 3  各駅の乗車人員（2015年度） （页面存档备份，存于） - JR東日本
18. 1 2 3  各駅の乗車人員（2016年度） （页面存档备份，存于） - JR東日本
19. 1 2 3  各駅の乗車人員（2017年度） （页面存档备份，存于） - JR東日本
20. 1 2 3  各駅の乗車人員（2018年度） （页面存档备份，存于） - JR東日本
21. 1 2 3  各駅の乗車人員（2019年度） （页面存档备份，存于） - JR東日本

JR的統計資料
1. ↑  .   [2017-12-08]. （原始内容存档于2016-04-01）.
2. ↑  統計年報 （页面存档备份，存于） - 立川市

東京都統計年鑑
1. ↑  .   [2017-12-08]. （原始内容存档于2016-03-05）.
2. ↑  .   [2017-12-08]. （原始内容存档于2016-03-05）.
3. ↑  .   [2017-12-08]. （原始内容存档于2016-03-05）.
4. ↑  .   [2017-12-08]. （原始内容存档于2013-08-15）.
5. ↑  .   [2017-12-08]. （原始内容存档于2013-02-03）.
6. ↑  .   [2017-12-08]. （原始内容存档于2013-02-03）.
7. ↑  .   [2017-12-08]. （原始内容存档于2013-02-03）.
8. ↑  .   [2017-12-08]. （原始内容存档于2013-02-03）.
9. ↑  .   [2017-12-08]. （原始内容存档于2016-03-04）.
10. ↑  東京都統計年鑑（平成10年）PDF
11. ↑  東京都統計年鑑（平成11年）PDF
12. ↑  .   [2017-12-08]. （原始内容存档于2016-03-04）.
13. ↑  .   [2017-12-08]. （原始内容存档于2016-03-04）.
14. ↑  .   [2017-12-08]. （原始内容存档于2017-07-29）.
15. ↑  .   [2017-12-08]. （原始内容存档于2017-07-29）.
16. ↑  .   [2017-12-08]. （原始内容存档于2017-07-29）.
17. ↑  .   [2017-12-08]. （原始内容存档于2017-07-29）.
18. ↑  .   [2017-12-08]. （原始内容存档于2017-07-29）.
19. ↑  .   [2017-12-08]. （原始内容存档于2017-07-29）.
20. ↑  .   [2017-12-08]. （原始内容存档于2017-07-29）.
21. ↑  .   [2017-12-08]. （原始内容存档于2016-03-26）.
22. ↑  .   [2017-12-08]. （原始内容存档于2016-03-27）.
23. ↑  .   [2017-12-08]. （原始内容存档于2016-03-25）.
24. ↑  .   [2017-12-08]. （原始内容存档于2016-03-27）.
25. ↑  .   [2017-12-08]. （原始内容存档于2016-03-22）.
26. ↑  .   [2017-12-08]. （原始内容存档于2017-07-30）.
27. ↑  .   [2017-12-08]. （原始内容存档于2018-11-09）.
28. ↑  .   [2020-07-29]. （原始内容存档于2019-05-02）.
29. ↑  .   [2020-07-29]. （原始内容存档于2019-12-03）.
30. ↑  .   [2020-07-29]. （原始内容存档于2020-08-04）.

## 延伸閱讀
- 曽根悟（監修）. 朝日新聞出版分冊百科編集部（編集） , 编. . 週刊朝日百科. 38号 青梅線・鶴見線・南武線・五日市線. 朝日新聞出版. 2010-04-11.

## 外部連結
- 車站資訊（立川）：東日本旅客鐵道
- （日語）
- （日語）立川巴士乘場案內 立川站北口
- （日語）立川巴士乘場案內 立川站南口
- （日語）西武巴士時刻表 立川站
- （日語）立川市 市民巴士案內